# Aleksander Błachowski
Aleksander Jan Kazimierz Błachowski (ur. 23 listopada 1930 w Tarnopolu, zm. 17 stycznia 2021 w Grudziądzu) – polski doktor etnologii, historyk sztuki i muzeolog.

## Życiorys
Syn Jana i Józefy. Absolwent liceum w Łańcucie, maturę zdał w Warszawie. Studiował historię sztuki na Uniwersytecie Warszawskim (dyplom magistra w 1956). W 1989 uzyskał doktorat z etnologii na Uniwersytecie im. A. Mickiewicza w Poznaniu. Podjął pracę jako instruktor PCK na województwo warszawskie w 1949. Następnie został zatrudniony (1953) w Wydziale Sztuki Ludowej Ministerstwa Kultury i Sztuki.
W latach 1953–2000 tworzył muzealne zbiory etnograficzne (głównie z zakresu kultury artystycznej) w Warszawie, Płocku, Toruniu – łącznie ok. 40 tysięcy obiektów. Wykonał ok. 5 tysięcy fotografii dokumentujących zabytki architektury wiejskiej, zabytki ruchome oraz ludowych artystów i rękodzielników na terenie Mazowsza, Podlasia, Kielecczyzny, Podtatrza, Puszczy Sandomierskiej, Pogórza Dynowskiego, Sądecczyzny, Kujaw, Pomorza, Warmii i Mazur.
Autor kilkuset publikacji, a także ponad dwustu wystaw sztuki ludowej i nieprofesjonalnej w kraju i kilkudziesięciu za granicą. W latach 1975–2000 prowadził wykłady na temat sztuki ludowej na Uniwersytecie Mikołaja Kopernika w Toruniu, w latach 2003–2008 wykłady i seminaria dyplomowe z zakresu kultury regionalnej w Kujawsko Pomorskiej Szkole Wyższej w Bydgoszczy. Kierownik działu etnograficznego Muzeum Mazowieckiego w Płocku w latach 1968–1973, dyrektor Muzeum Etnograficznego w Toruniu w latach 1973–1980 i kierownik działu sztuki w tymże Muzeum w latach 1980–1995. Od 1976 roku do chwili obecnej członek prezydium Rady Naukowej Zarządu Głównego Stowarzyszenia Twórców Ludowych. Odznaczony m.in. Krzyżem Oficerskim Orderu Odrodzenia Polski i Złotym Medalem „Zasłużony Kulturze Gloria Artis”. Uhonorowany Nagrodą im. Oskara Kolberga.

## Publikacje

### Książki
- Etnografia dla turystów (1958),
- Skarby w skrzyni malowanej czyli o sztuce ludowej inaczej (1974),
- Nie tylko chlebem... portrety twórców ludowych (1983),
- Twórczość Jarosława Furgały (1983),
- Polska wycinanka ludowa (1986),
- Ludowe dywany dwuosnowowe (1990),
- Współczesna sztuka ludowa (1997),
- Etnografia – ścieżka edukacji regionalnej. Podręcznik dla nauczycieli (2003),
- Malarstwo na szkle. Tradycje i współczesność polskiej sztuki ludowej. T.I, (2004},
- Hafty – polskie szycie. Tradycje i współczesność polskiej sztuki ludowej. T.II, (2004),
- Józef Chełmowski – madonny, (2007),
- Ziemia Dobrzyńska – część południowa. Informator turystyczny (2007),
- Z biegiem Drwęcy... Przewodnik, (2008),
- Zapomniane skarby kultury. Ikonografia ubiorów i krajobrazu kulturowego sprzed 200 lat (2009),
- Gmina Nowe Miasto Lubawskie. Informator turystyczny, (1909),
- Szlakiem dobrzyńskich kapliczek (2010),
- Gmina Gruta. Przewodnik turystyczny (2010),
- Ubiór i krajobraz kulturowy Polski i Ukrainy zachodniej w ikonografii J. Głogowskiego i K.W. Kielisińskiego (2011).

### Artykuły
- 1954 Wystawa pokonkursowa wycinanki kurpiowskiej w Myszyńcu, PSL, nr 1, s. 55–61.
- 1954 O właściwy stosunek do sztuki ludowej, „Przedpole” (Warszawa), nr 5.
- 1955 Wykaz konkursów i wystaw polskiej sztuki ludowej w kraju i za granicą w latach 1946–1954, Katalog Ogólnopolskiej Wystawy Sztuki Ludowej 10-lecia w Warszawie, s. 62–81.
- 1956 Artystka z Puszczy Zielonej, „Kłosy” nr 6.
- 1956 W obronie pamiątek kultury narodowej, „Kłosy” nr 21.
- 1957 W pogoni za dzbanem, „Kłosy” nr 9.
- 1957 Dywany na medal, „Kłosy” nr 24.
- 1957 Wycinanki ludowe, „Czerwony Sztandar” (Wilno), nr 255.
- 1957 Wystawa ukraińskiej sztuki ludowej w Warszawie, PSL, nr 1, s. 44–52.
- 1958 Польское народное искусство, „Декоративное Искусство СССР”, nr 3, (Moskwa) s. 33–40.
- 1958 Współczesne wycinanki z Puszczy Białej, PSL, nr 4, s. 195–202.
- 1959 Kultura ludowa – niedoceniona dziedzina, „Głos Nauczycielski”, (Warszawa) nr 42.
- 1960 Z badań nad sztuką ludową Opolszczyzny.(Skrzynie), PSL, nr 1, s. 23–36
- 1960 Dominika Bujnowska, tkaczka dywanów podwójnych, PSL, R. 14, nr 2, s. 87–101.
- 1960 Widowisko Król Herod z Ciechanowca, pow. Siemiatycze., „Literatura Ludowa”, Warszawa, R. 4, nr 2–3, s. 92–107.
- 1960 Kilka uwag o kulturze ludowej i jej roli w pracy oświatowej, „Nauczyciel krajoznawca na Mazowszu” (red. S. Rodkiewicz), Tom I i II, (Warszawa) s. 50–62.
- 1961 Kultura ludowa jako temat pracy SKKT, „Nauczyciel krajoznawca na Mazowszu” (red. S. Rodkiewicz), Tom III, (Warszawa) s. 82–131.
- 1966 Historia skrzyni a dzień dzisiejszy, „Widnokrąg”, (Rzeszów), nr 45.
- 1970 W sprawie sztuki ludowej. Polemiki, „Współczesność”, nr 8 (313).
- 1970 Po IV Ogólnopolskim Festiwalu Folklorystycznym w Płocku, „Notatki Płockie” nr 4/58, s. 30–37.
- 1971 Źródła do historii ludowych strojów Mazowsza Płockiego, „Notatki Płockie” nr 3/62, s. 16–20.
- 1972 Stroje płockie w świetle źródeł z XIX wieku, „Rocznik Muzeum Mazowieckiego w Płocku” z. 3, s. 5–95.
- 1973 Stosunek do starych zwyczajów i obrzędów ludowych oraz tworzenie nowych w Związku Radzieckim, „Lud”, t. 57, s. 301–318.
- 1973 Tkactwo ludowe Mazowsza w literaturze etnograficznej. Konkurs na tkactwo ludowe województwa warszawskiego w 1972 roku. Konkurs na twórczość ludową południowego Mazowsza – rezultaty w zakresie tkactwa. Niektóre typy tkanin dekoracyjnych jako przykład krążenia wzorów we współczesnej sztuce ludowej, „Rocznik Muzeum Mazowieckiego w Płocku”, z. 5, s. 5–99. Wybór i opis fotografii tkanin s. 117–154.
- 1977 Problematyka kontynuacji kulturotwórczych działań opartych na tradycjach kultury ludowej w nowym podziale terytorialnym kraju, „I Forum Folklorystyczne Płock '76”,(Warszawa) s. 78–93.
- 1977 Contemporary folklore in the Ethnographic Museum, Toruń, „Museum” Quarterly review published by Unesco, volume XXIX, nr 4, s. 206–213.
- 1978 Przykłady badań etnograficznych, „Krajoznawstwo i turystyka w szkole”, (red. T. Łobożewicz), (Warszawa) s. 238–307.
- 1980 O wycinankach. Refleksje po konkursie ogólnopolskim w Toruniu, PSL, nr 3/4, s. 181–204.
- 1980 Jak zdrowa woda i czyste powietrze, „Chłopska Droga”, nr. 94.
- 1980 Wspólnota losów i kultury czyli o miejsce ludowej w narodowej, „Chłopska Droga”, nr 102/3
- 1981 Wisła w zwierciadle myśli i uczuć ludowych, „Chłopska Droga”, nr 31/32.
- 1986 Problematyka współczesnej sztuki ludowej w działalności muzeów polskich, „Muzealnictwo” nr 30, s. 44–56.
- 1987 Regionalny styl wycinanki ludowej a twórczość indywidualna dzisiaj, „Wycinanka ludowa. Materiały z sympozjum zorganizowanego wraz z wystawą: „Wycinanki ludowe regionu kołbielskiego i powiśla garwolińskiego”. 1984.” s. 5–14.
- 1990 Sztuka ludowa i nieprofesjonalna w aspekcie zbiorów i ekspozycji muzealnych, „Śląskie Prace Etnograficzne”, Tom 1, (Katowice) s. 117–130.
- 1992 Ludowa kultura artystyczna jako składnik zespołu wartości regionalnej tożsamości kulturowej (wybrane aspekty), „Przegląd Regionalny. Kujawy, Ziemia Chełmińska, Ziemia Dobrzyńska”, nr 4/1992,(Toruń) s. 20–25.
- 1993 Wybrane aspekty modelu etnograficznych ekspozycji muzealnych o celach edukacyjnych – refleksje praktyka, „Śląskie Prace Etnograficzne”, Tom 2, (Katowice) s. 39–50.
- 1995 Malarstwo na szkle i drzeworyty ludowe.Rzeźba w drewnie, „Sztuka ludowa Kaszubów. Przeszłość i teraźniejszość” (red. w. Szkulmowska), s. 23–70.
- 1995 Malarskie dekoracje mebli, „Sztuka ludowa Kaszubów. Przeszłość i teraźniejszość” (red. W. Szkulmowska), s. 169–178.
- 1996 Czy regionalne musi być ludowe?, „Pomerania”, nr 1/2, s. 34–37.
- 1996 Pałuki – region historyczno-etnograficzny, „Sztuka Ludowa Pałuk. Przeszłość i teraźniejszość” (red. W. Szkulmowska), s. 9–18.
- 1996 Rzeźba. Obrazy i malatury, „Sztuka ludowa Pałuk. Przeszłość i teraźniejszość.” (red. W. Szkulmowska), s. 29–59.
- 1997 Strój, „Sztuka ludowa Kujaw. Przeszłość i teraźniejszość” (red. W. Szkulmowska), s. 72–108.
- 1997 Rzeźba dawna, „Sztuka ludowa Kujaw. Przeszłość i teraźniejszość” (red. W. Szkulmowska), s. 131–148.
- 1999 Wkład prymitywów ludowych do kultury narodowej w Polsce. Liaudies primityvu indelis i nacionalinę Lenkijos kultūrą), „Primityvumas mene” (sudarytoja Teresè Jurkuvienè), (Wilno) s. 134–153.
- 1999 Dziedzictwo sztuki ludowej – kilka refleksji na czasie, „Twórczość Ludowa” nr 3–4 (43), s. 59–63.
- 2000 Liaudies menas Lenkijoje: paveldo problemos, „Liaudies kultūra” nr 2 (71), (Wilno) s. 42–48.
- 2001 Zapomniane skarby, „Twórczość Ludowa”, nr 3/4 (50), s. 26–35.
- 2002 Siła w tradycji. Wybrane aspekty współczesnej sytuacji sztuki ludowej, „Twórczość Ludowa” nr 1–2 (51), s.21–24.
- 2007 Z historii haftów kaszubskich – geneza formy, „Ziemia Człuchowska – Kaszuby – Pomorze. O dziejach, kulturze i ludziach” (red. C. Obracht-Prondzyński), s. 191–242.
- 2008 Z okazji 40-lecia Stowarzyszenia Twórców Ludowych, „Twórczość Ludowa”, nr 1–2 (65), s. 6–8.
- 2010 Szkice węglem. Humanistyczne i narodowe wartości dziedzictwa polskiej ludowej kultury artystycznej w XXI w. (prolegomena), „Cywilizacja – o nauce, moralności, sztuce i religii” nr 33/2010, (Lublin) s. 82–93.